# Evangelische Kirche (Kinzenbach)

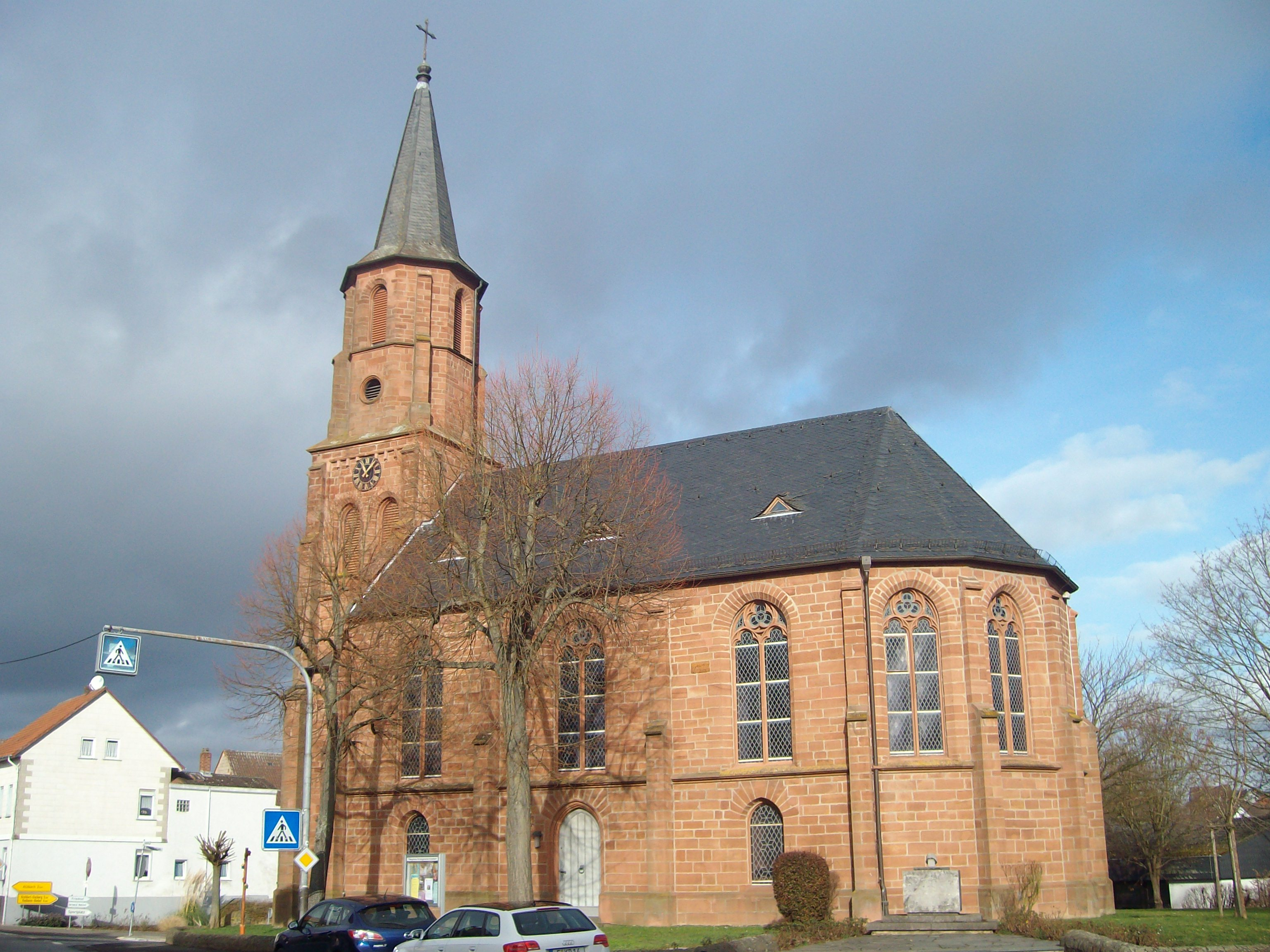
Südseite der Kirche in Kinzenbach

Die Evangelische Kirche im Ortsteil Kinzenbach der Gemeinde Heuchelheim an der Lahn im Landkreis Gießen wurde 1863 im Stil der Neugotik errichtet. Die Saalkirche aus rotem Sandstein mit vorgelagertem, schlankem Westturm prägt das Ortsbild. Das hessische Kulturdenkmal ist ein „seltenes Beispiel eines vorgründerzeitlichen, historistischen Sakralbaus auf dem Lande“.

## Geschichte

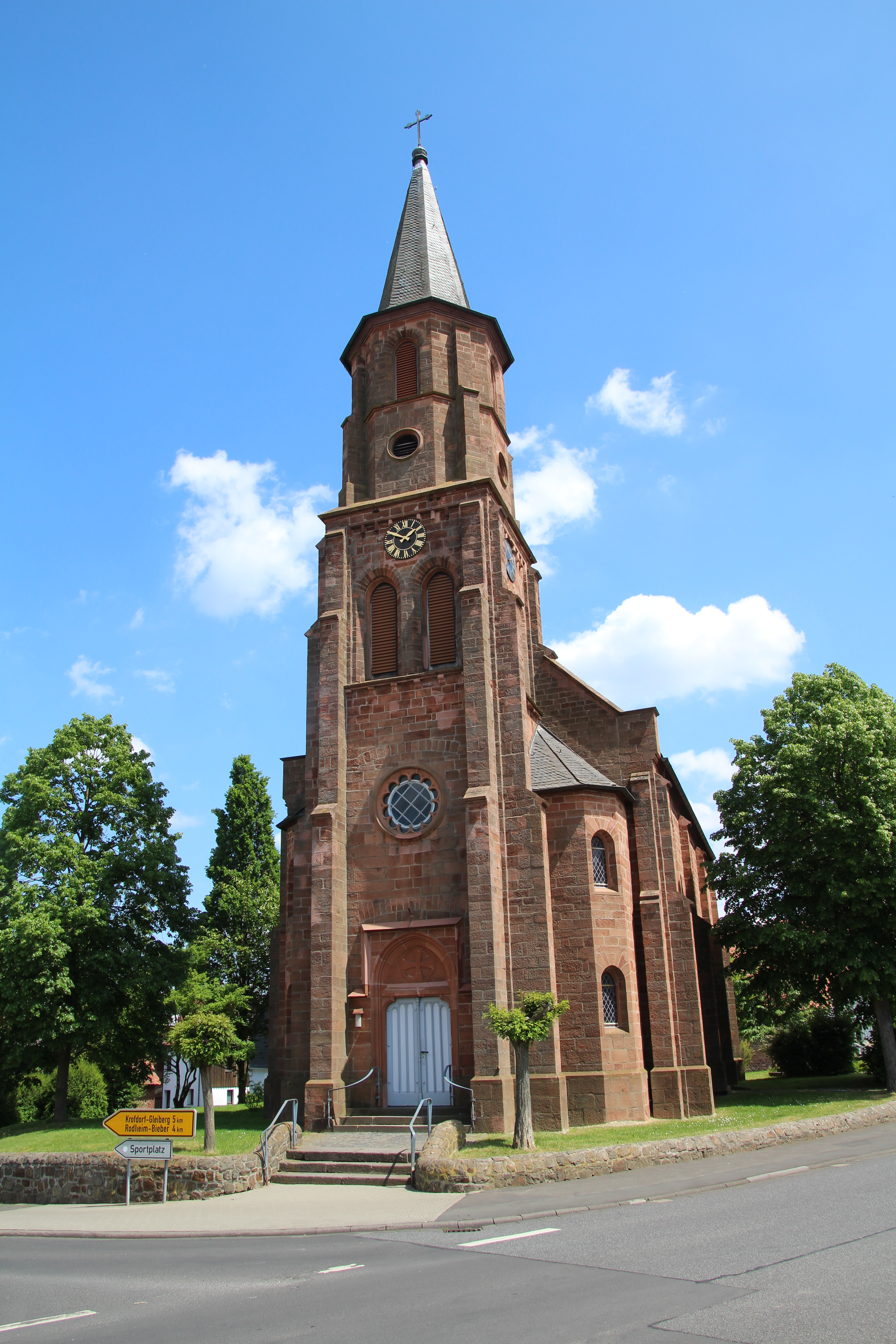
Westturm

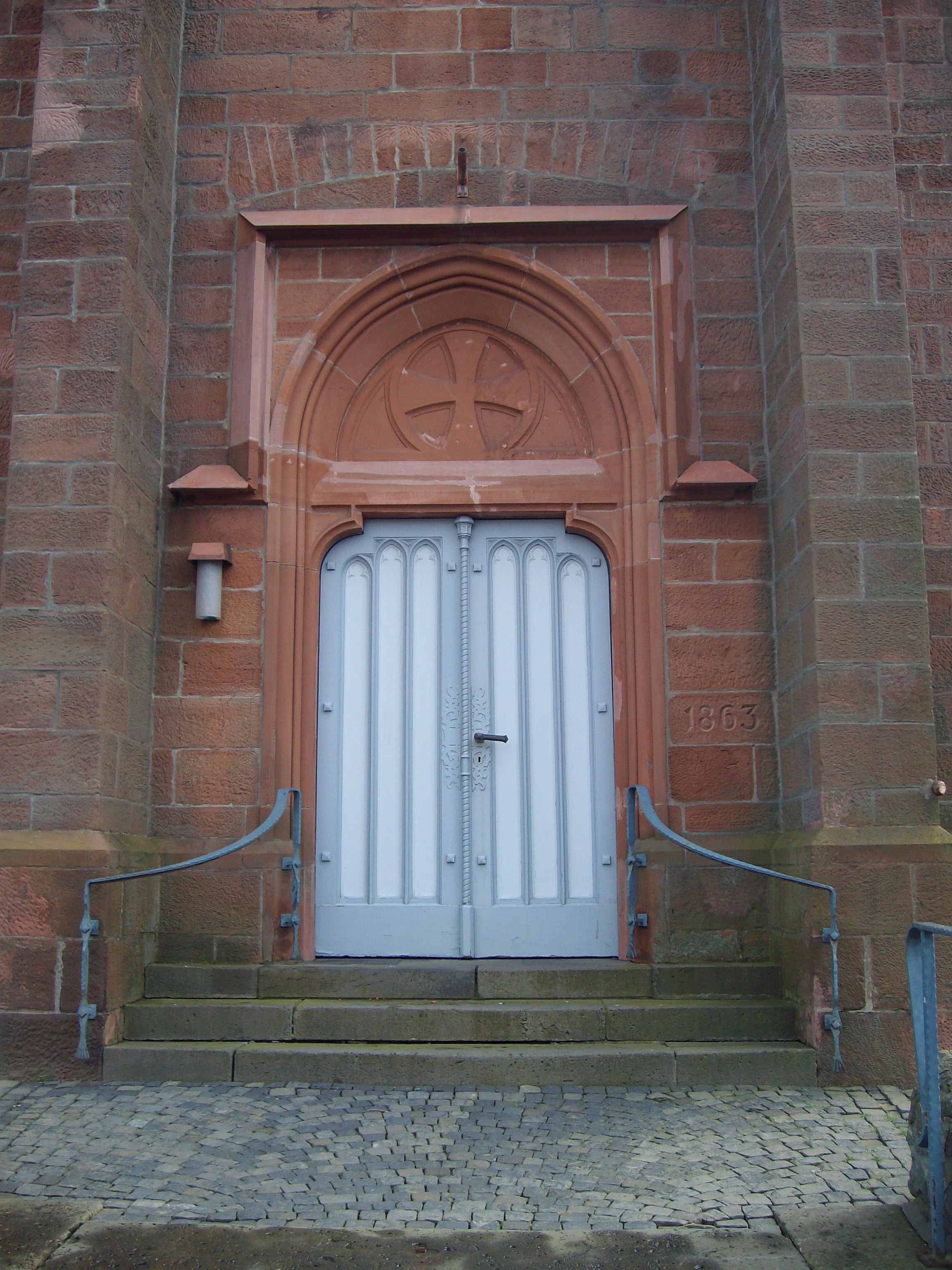
Westportal im Kirchturm

Ritter Rycholf von Kinzenbach und seine Frau Elisabeth stifteten um 1300 in Kinzenbach eine kleine steinerne Kapelle, die zunächst keinen Turm hatte. Als erster Geistlicher wirkte hier Heinrich von Rechtenbach. Die Erwähnung eines Friedhofs im Jahr 1316 setzt die Existenz einer Pfarrkirche voraus. Kinzenbach hatte sich zu Beginn des 14. Jahrhunderts von der Mutterkirche, der Martinskirche in Heuchelheim, abgetrennt und war zur selbstständigen Pfarrei erhoben worden. In dem Vorgängerbau standen drei Altäre, die der heiligen Maria, dem heiligen Nikolaus und allen Heiligen geweiht waren. Kinzenbach gehörte im ausgehenden Mittelalter zum Archipresbyterat Wetzlar des Archidiakonats St. Lubentius Dietkirchen im Bistum Trier. Mit Einführung der Reformation im Jahr 1529 wechselte die Kirchengemeinde zum evangelischen Bekenntnis; erster evangelischer Pfarrer war von 1527 bis 1536 Johann Wirt. Als Kinzenbach im Jahr 1585 nassauisch wurde, kam Kinzenbach zu Krofdorf-Gleiberg und blieb bis 1968 Filial der Margarethenkirche Krofdorf.
Bereits im Jahr 1836 wurde die im Kern mittelalterliche Kirche als „alt und gebrechlich“ bezeichnet. Nachdem in der Mitte des 19. Jahrhunderts die Kirche immer baufälliger und zu klein geworden war, wurde sie am 4. April 1857 wegen Baufälligkeit polizeilich geschlossen. Major a. D. Naumann wurde am 6. Mai 1858 damit beauftragt, Entwürfe vorzulegen, von denen der im neugotischen Stil am 31. Januar 1859 ausgewählt wurde. Kreisbaumeister Schneider aus Wetzlar entwarf die Pläne für den Neubau. Für etwa sechs Jahre fanden die Gottesdienste vorübergehend im Schulsaal statt, der jedoch viel zu klein war. Im Jahr 1862 erfolgte der Abriss der alten und am 18. November 1863 die Einweihung der neuen Kirche. Aus der alten Kirche wurden die beiden Glocken und das Altarkruzifix übernommen. Die bürgerliche Gemeinde hatte die Baupflicht und trug entsprechend die Baukosten. Sie lieferte das Bauholz und übernahm die Baukosten von 11.320 Talern.
Im Jahr 1888 wurden in der Kirche Kohleöfen aufgestellt, 1913 Kirchendach und Turmhelm neu geschiefert. Die Kirchengemeinde wechselte im Jahr 1968 von der Evangelischen Kirche im Rheinland in die Evangelische Kirche in Hessen und Nassau. Nach der Innenrenovierung im Jahr 1931, bei der der Innenraum eine neue Farbfassung erhalten hatte, wurde 1974/1975 der ursprüngliche Zustand wiederhergestellt. Zudem erfolgten der Einbau einer Warmluftheizung, die Erneuerung der Elektrik und eine Restaurierung der Orgel. Das alte Kruzifix, das auf dem Dachboden entdeckt worden war, wurde restauriert und 1979 als Altarkreuz aufgestellt. 1980 wurde das Pfarrhaus und 1982 das Gemeindehaus fertiggestellt, 1985 der Chorraum neu gestaltet.
Die Kirchengemeinde Kinzenbach umfasste in den 2010er Jahren etwa 1300 Gemeindemitglieder. Am 1. Januar 2020 fusionierte sie mit Heuchelheim zur „Evangelischen Martinsgemeinde Heuchelheim-Kinzenbach“.

## Architektur

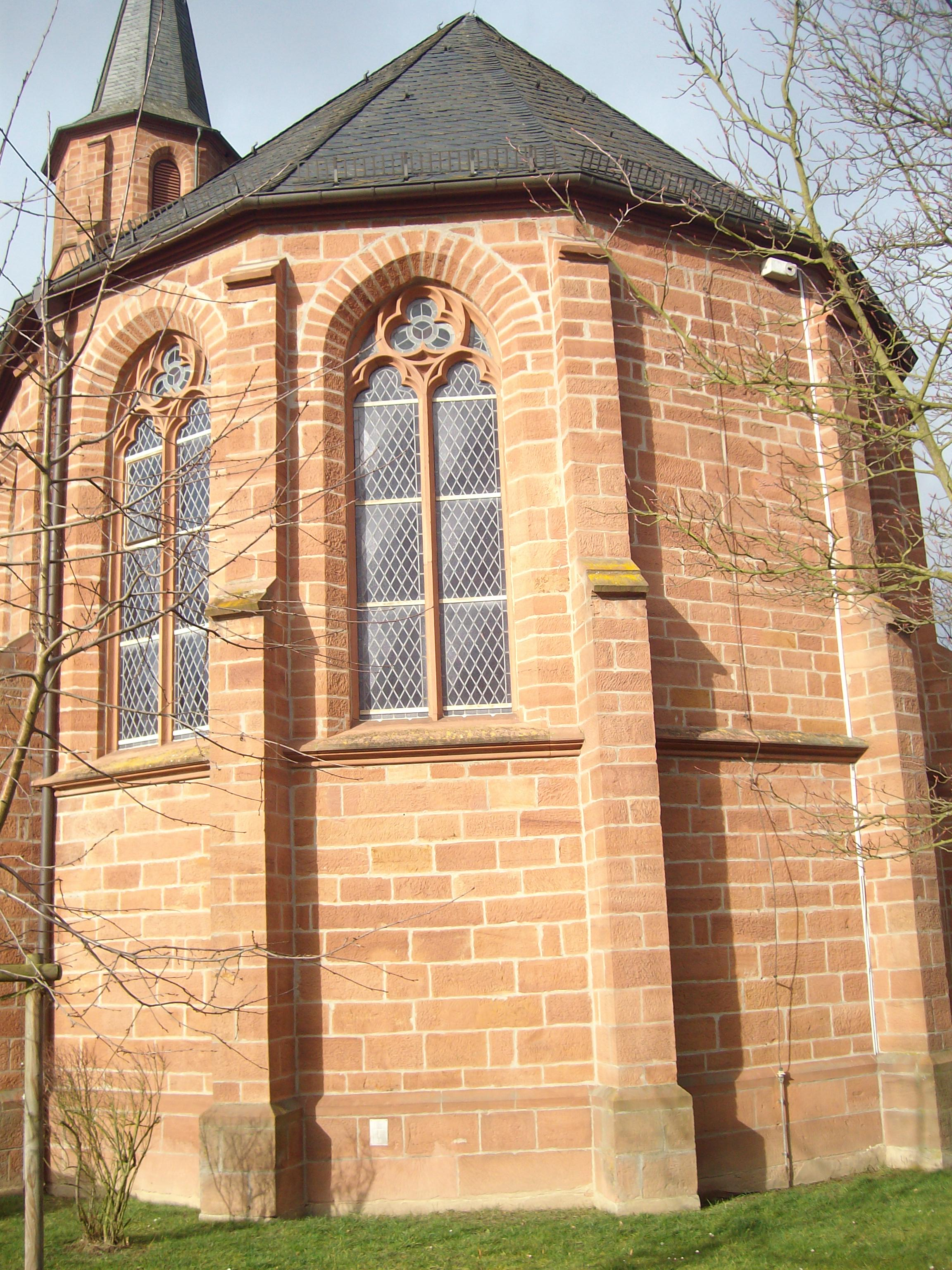
Östlicher Chorabschluss

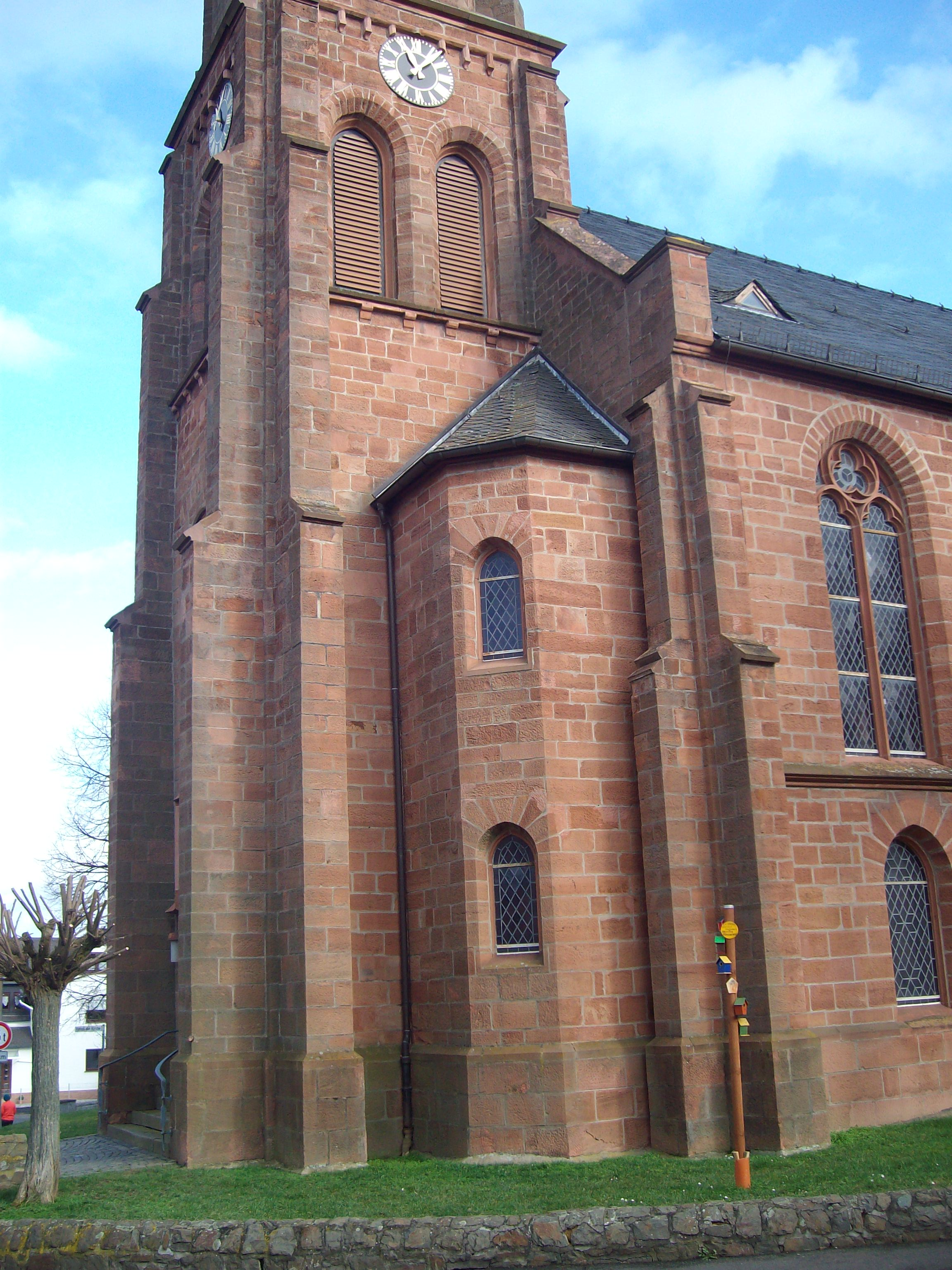
Turm von Südwest

Die Saalkirche aus rotem Sandstein ist in der Ortsmitte an der Kreuzung der Hauptstraße errichtet. Sie hat einen schlanken, vorgebauten Westturm, ein breites Langhaus und einen 5/10-Ostabschluss. Der Sandstein stammt aus regionalen Steinbrüchen.
Der mehrgeschossige Kirchturm auf quadratischem Grundriss erreicht eine Höhe von 31,10 Metern. Die abgetreppten Strebepfeiler haben dekorative Funktion. Über dem zweiflügeligen Westportal mit Schulterbogen ist im Tympanon ein Radkreuz zu sehen. Alles wird von einem flach spitzbogigen, profilierten Gewände umschlossen. In Höhe des zweiten Geschosses ist ein großes Rundfenster mit Rautenstruktur eingelassen, darüber an den drei freistehenden Seiten je zwei rundbogige Schallarkaden. Über den Arkaden sind die Zifferblätter der Turmuhr angebracht. Die zwei oktogonalen Obergeschosse sind kleiner als der quadratische Turmschaft. Das erste Geschoss hat zu drei Seiten ein Rundfenster, das obere Geschoss zu allen vier Seiten ein Rundbogenfenster mit Holzjalousien. Der achtseitige Spitzhelm wird von Turmknopf und Kreuz bekrönt. Zwei den Turm flankierende, schlanke, dreiseitige Annextürme mit zwei kleinen Rundbogenfenstern dienen als Treppenaufgänge und vermitteln zum Langhaus.
Abgetreppte Strebepfeiler gliedern das dreiachsige Langhaus und den Chor in Felder, die durch ein durchlaufendes Gesimsband in zwei Zonen geteilt werden. In der unteren Zone der Langseiten sind kleine Fenster und mittig in der Südseite ein Portal eingelassen, die obere Zone hat Fenster mit flachen Spitzbögen und geteiltem Maßwerk, das in einem Dreipass endet. Die untere Zone des Chors und die Ostwand des Chors sind fensterlos. Das Langhaus hat ein Satteldach. Der Chor nimmt die gesamte Breite des Schiffs ein. Die Kirche wird durch das repräsentative Westportal im Turm und durch das spitzbogige Südportal erschlossen.

## Ausstattung

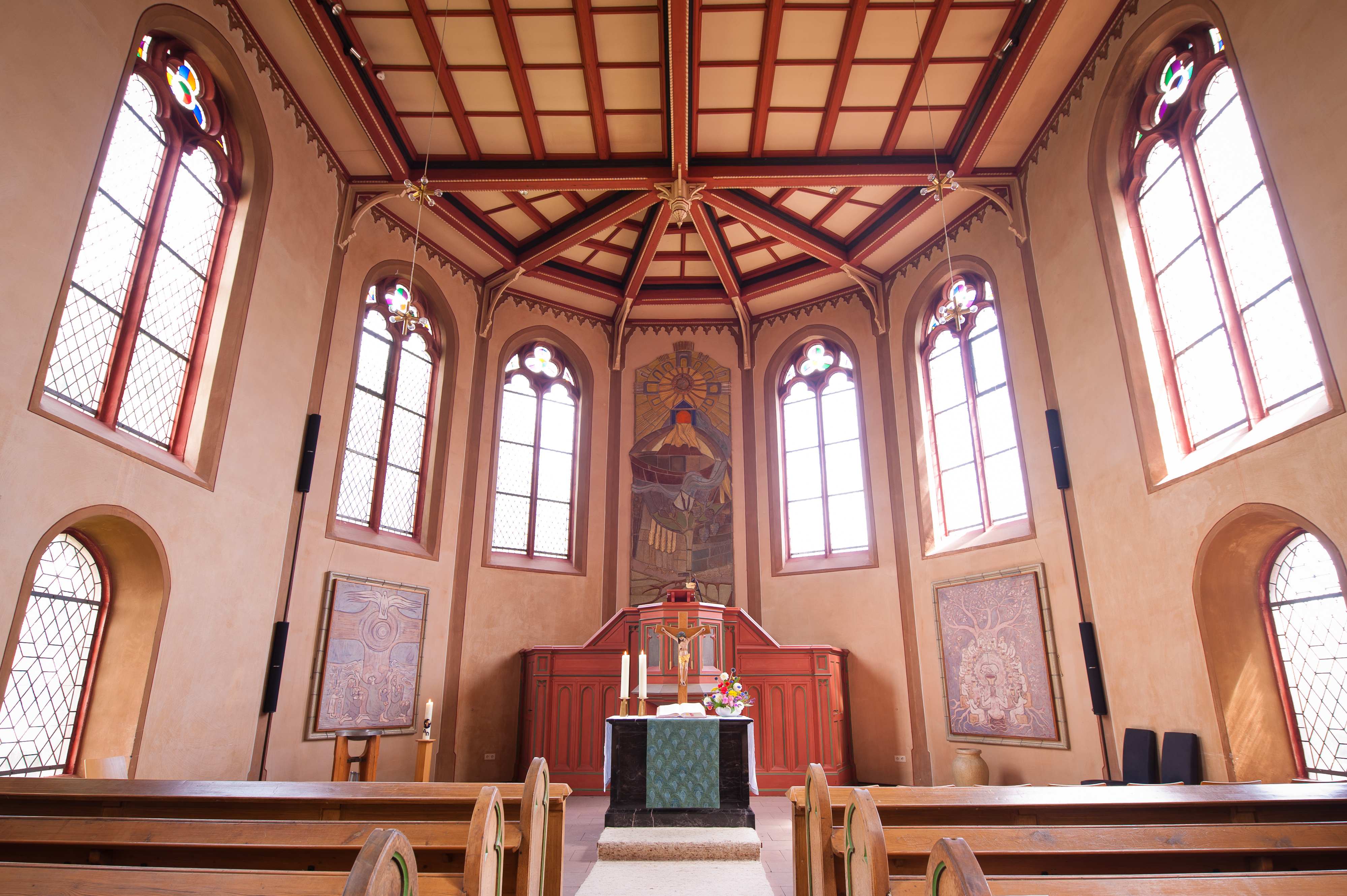
Blick in den Altarraum

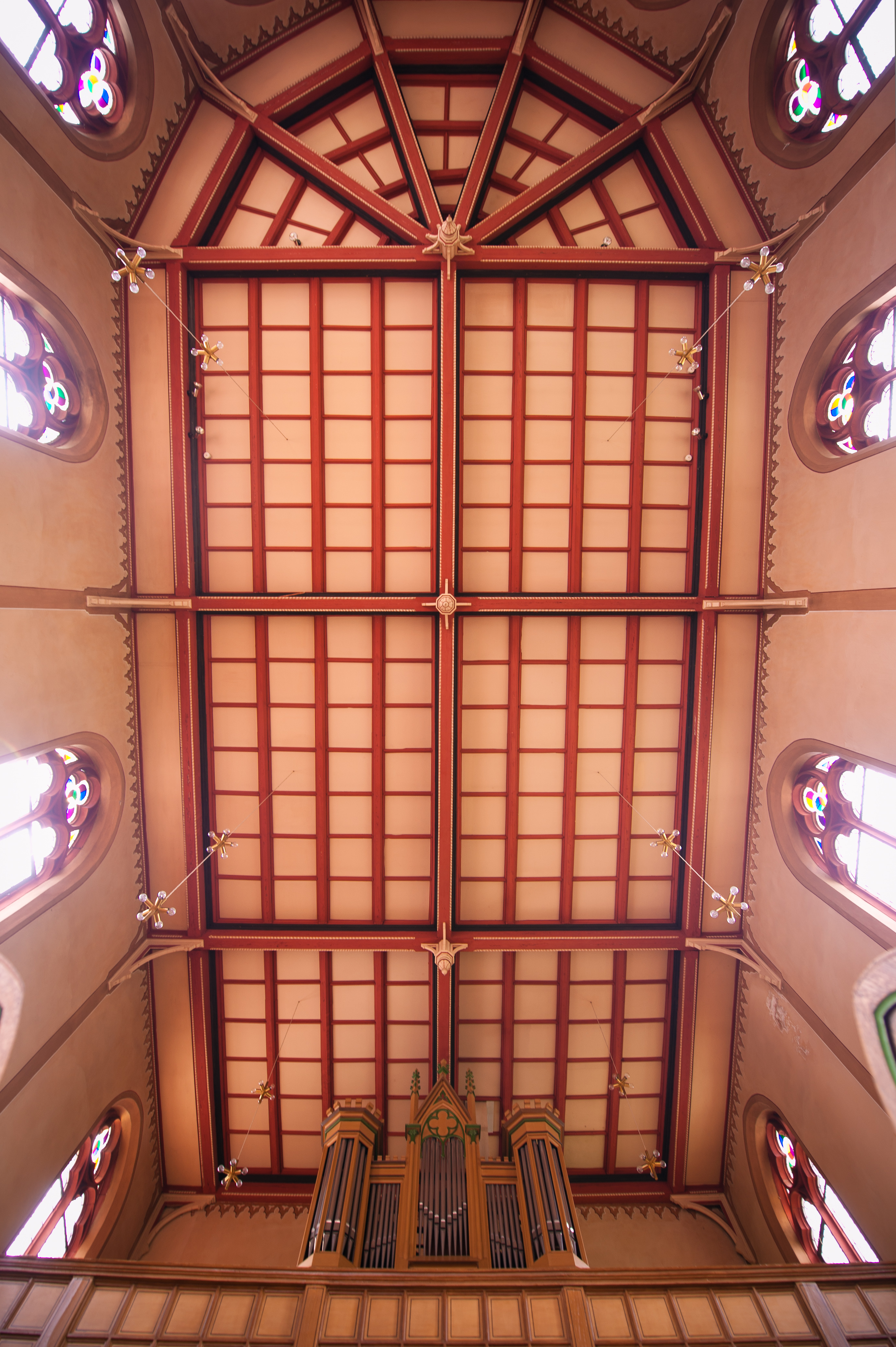
Kassettendecke

Der Innenraum wird im Schiff von einer hölzernen, kassettierten Flachdecke abgeschlossen. Die sternförmigen Deckenbalken im Chor erinnern an ein gotisches Gewölbe. Die Westempore dient als Aufstellungsort für die Orgel. Die alte Inneneinrichtung ist weitgehend erhalten.
Der breit angelegte Kanzelaufbau an der Ostseite hinter dem axial ausgerichteten Altar entspricht der Bedeutung der Predigt in der evangelischen Kirche. Der polygonale, hölzerne Kanzelkorb hat Füllungen, die Maßwerk andeuten. Die Kanzel ist in einen breiten Holzaufbau einbezogen, der die Ostecke des Chors ausfüllt und im Norden als Pfarrstuhl dient. Vor der Kanzel steht der Altar aus schwarzem Lahnmarmor. Das Altarkruzifix stammt aus dem 15. Jahrhundert. Das schlichte Gestühl lässt einen Mittelgang frei. Hinter der Kanzel ist seit 1985 ein großes Wandbild aus Keramik aufgehängt. Das Künstlerehepaar Lies und Heinz Ebinger gestaltete die Wandkeramik mit reicher Symbolik in einer Synthese aus altvorderorientalischen und modernen Elementen. Unter dem Titel „Gott liebt diese Welt“ werden der Lebensbaum, die Arche, ein Tor mit dem Lebenswasser und eine strahlende Sonne dargestellt. Zwei Batikbilder von Helga Hein Guardian (Aschaffenburg), die den Kanzelaufbau flankieren und die Brauntöne des Keramikbildes aufgreifen, zeigen die Taufe Jesu und das letzte Abendmahl.
Von einer Grabplatte aus rotem Sandstein ist nur die obere Hälfte erhalten, die im Eingangsbereich an der Wand angebracht wurde. Sie erinnert an Johann Ernst von Göns zu Kinzenbach († 1587), den letzten männlichen Nachfahren der Familie. Im rechten Helm sind als Familienwappen zwei gekreuzte Schwerter erkennbar.

## Orgel

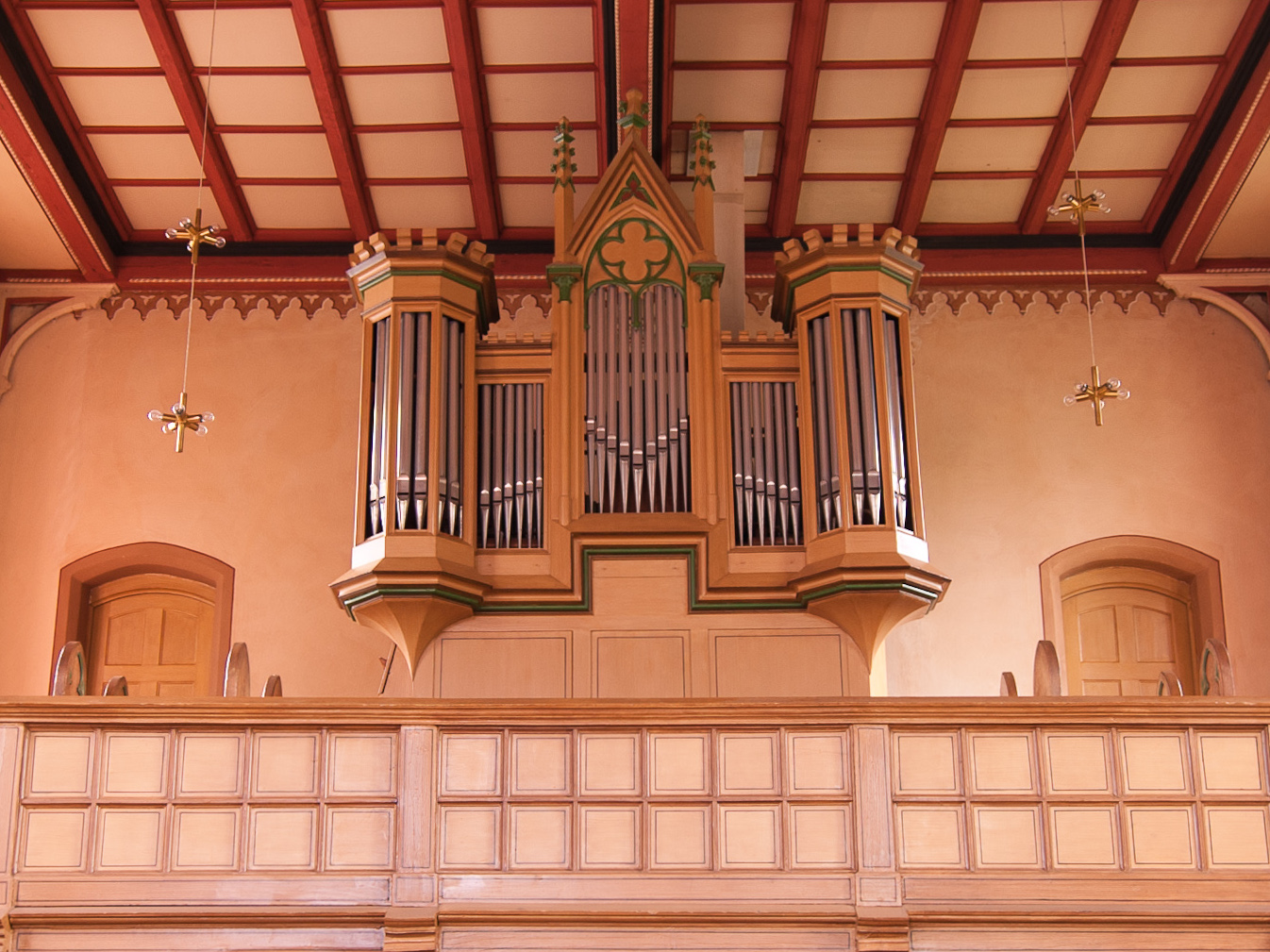
Weller-Orgel von 1863

Die alte Kirche besaß bereits im Jahr 1835 eine Orgel. Für die neue Kirche schuf Orgelbauer Friedrich Weller aus Wetzlar im Jahr 1863 auf der Westempore ein seitenspieliges Werk. Da er zwei Stimmen weniger als ursprünglich empfohlen einbaute, wurden die Kosten von den veranschlagten 785 auf 530 Taler gesenkt. Die zinnernen Prospektpfeifen wurden 1917 für die Kriegsindustrie eingeschmolzen. Im Jahr 1975 wurden neue Prospektpfeifen eingebaut. Durch Förster & Nicolaus Orgelbau erfolgten im Jahr 2003 Überholungs- und Wartungsmaßnahmen. Die Orgel verfügt über zehn Register, verteilt auf einem Manual und Pedal. Der neugotische Prospekt ist fünfachsig. Das überhöhte mittlere Flachfeld hat einen Dreiecksgiebel mit Fialen und einem Vierpass. Zwei niedrige Flachfelder haben kleine Zinnen, ebenso die polygonalen Seitentürme. Bis auf die 1975 erneuerten Prospektpfeifen ist das Instrument vollständig erhalten und damit die einzig originale Orgel von Weller. Die Disposition lautet wie folgt:
| I Manual C–g3  |    |
| Prinzipal      | 8′ |
| Hohlflöte      | 8′ |
| Gedackt        | 8′ |
| Viola di Gamba | 8′ |
| Octave         | 4′ |
| Flöte          | 4′ |
| Octave         | 2′ |
| Mixtur III–IV  | 2′ |

| Pedal C–f1 |     |
| Subbass    | 16′ |
| Octavbass  | 8′  |

- Koppeln: I/P

## Glocken
Johann und Andreas Schneidewind aus Frankfurt am Main gossen im Jahr 1717 zwei Glocken. Eine Glocke wurde 1836 ersetzt, beide Glocken wurden dann für den Kirchenneubau übernommen und 1863 um eine große gestiftete Glocke ergänzt. Für Rüstungszwecke wurden 1917 die beiden kleinen Glocken abgeliefert und 1925/1926 durch zwei neue Bronzeglocken ersetzt. 1942 wurden die große und mittlere Glocke abgetreten und 1957 ersetzt. Das Dreiergeläut erklingt auf dem Te-Deum-Motiv.
| Nr. | Name                  | Gussjahr | Gießer, Gussort     | Masse (kg) | Schlagton | Inschrift |
| 1   | Liebe („Totenglocke“) | 1957     | Gebr. Rincker, Sinn | 600        | gis1      | „Im Jahre 1863 gestiftet von der Witwe Franz + Im Kriegs Jahr 1942 eingeschmolzen. + Im Jahre 1957 durch Spenden der Bürger neu gegossen“ |
| 2   | Freude                | 1957     | Gebr. Rincker, Sinn | 350        | h1        | „Liebe, Friede, Freude kündet das Geläute“                                                                                                |
| 3   | Friede                | 1925     |                     | 268        | cis2      | |